# Autovía de la Alcarria
Die Autovía de la Alcarria (später Autovía A-28) ist eine geplante Autobahn in Spanien. Die Autobahn soll in Guadalajara beginnen und in Tarancón enden. Die gesamte Autobahn ist in Planung und soll in den nächsten Jahren gebaut werden.